# Espresso
Xem những nghĩa khác của cà phê tại trang Cà phê (định hướng)
Espresso, (/ɛˈsprɛsoʊ/ ⓘ, tiếng Ý: [esˈprɛsso]) là một phương pháp rang và pha chế cà phê có nguồn gốc từ Ý, trong đó một lượng nhỏ nước sôi gần như bị đè nén dưới lực ép qua hạt cà phê nghiền. Espresso cũng là nền tảng cho nhiều loại đồ uống từ cà phê khác như cà phê latte, cappuccino, macchiato, mocha, flat white, Americano.
Cà phê Espresso có thể được pha chế với nhiều loại hạt cà phê và rang xay. Espresso thường đặc hơn cà phê pha bằng các phương pháp khác, có nồng độ chất rắn lơ lửng và hòa tan cao hơn và có crema trên cùng (một loại bọt có độ đặc của kem).
Kết quả của quá trình pha chế được điều áp, hương vị và kết cấu trong một tách espresso thông thường rất đậm đặc. Ba giai đoạn phân tán trong espresso là những gì làm cho đồ uống này trở nên độc đáo. Pha phân tán đầu tiên là dạng cô đặc của các giọt dầu. Pha thứ hai là chất rắn lơ lửng, còn lớp thứ ba là lớp bọt khí hoặc bọt. Sự phân tán của các giọt dầu rất nhỏ được cảm nhận trong miệng giống kem. Đặc tính này của espresso góp phần vào những gì được gọi là cơ thể của đồ uống. Những giọt dầu này bảo quản một số hợp chất thơm bị mất trong không khí ở các dạng cà phê khác. Điều này bảo tồn hương vị cà phê mạnh mẽ hiện diện trong espresso.
Espresso có nhiều caffeine trên một đơn vị thể tích hơn hầu hết các loại đồ uống cà phê, nhưng vì kích thước phục vụ thông thường nhỏ hơn nhiều, nên tổng hàm lượng caffeine ít hơn một cốc cà phê pha tiêu chuẩn. Hàm lượng cafein thực tế của bất kỳ đồ uống cà phê khác nhau tùy theo kích cỡ, xuất xứ hạt cà phê, phương pháp rang và các yếu tố khác, nhưng một khẩu phần espresso thông thường thường chứa 120 đến 170 miligam caffeine, trong khi một ly cà phê nhỏ giọt thông thường thường chứa 150 đến 200 mg.

## Thiết bị, dụng cụ

### Máy pha cà phê

Máy pha cà phê espresso

Công dụng của máy pha là sản xuất ra những tách espresso hoàn hảo. Ngoài ra nó còn một công dụng nữa là đánh sữa để tạo bọt. Chiết xuất espresso và đánh sữa chuẩn cộng với kỹ thuật đổ hình điêu luyện sẽ cho ra những sản phẩm latte art thường thấy như: hình trái tim, hình lá rosetta, hình tulip...

### Máy xay cà phê

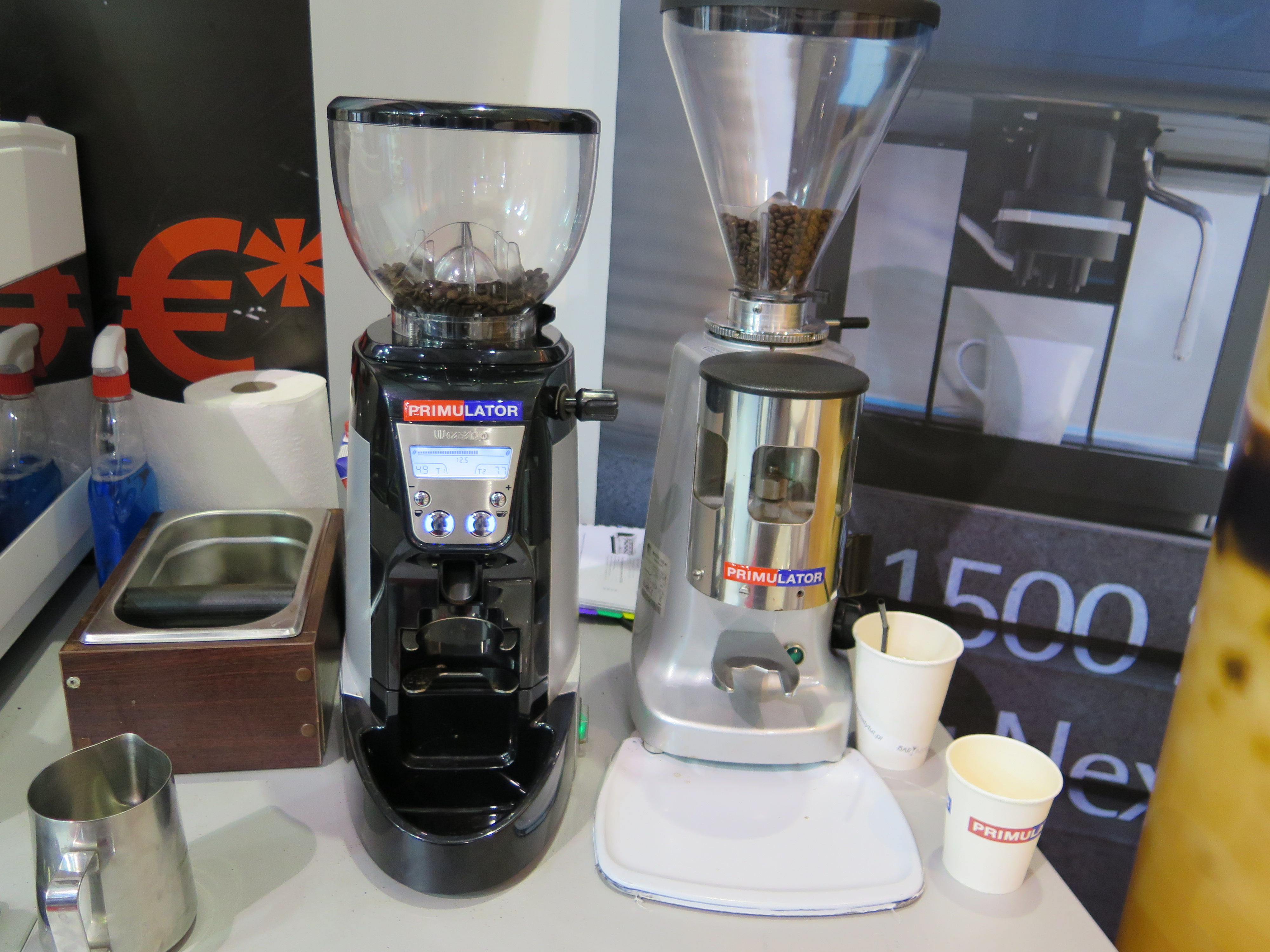
Máy xay cà phê

Có 2 dòng máy xay chính được sử dụng là máy xay tự động và máy chỉnh tay. Hai dòng này khác nhau căn bản ở chỗ dòng tự động sẽ xay bột cà phê xuống thẳng tay pha. Khi bạn cho tay cà phê chạm vào nút xay là máy sẽ tự động xay đến khi bạn dừng. Còn máy xay chỉnh tay thì có phễu chứa bột cà phê. Khi xay bột đi xuống phễu chứa và nằm lại đó. Bạn phải dùng cần gạt dưới đáy phễu để lấy lượng bột cà phê đủ vào tay pha.

### Các dụng cụ khác
Các dụng cụ khác đơn giản và nhỏ bé hơn nhưng cũng vô cùng cần thiết đối với barista gồm:

### Khăn lau vòi hơi
Công dụng như tên của nó, dùng để vệ sinh vòi hơi mỗi lần đánh sữa xong. Khăn phải được thấm ướt mới có thể lau sạch được sữa nóng bám trên vòi hơi.

### Miếng lót chịu lực
Miếng lót này bằng nhựa cứng hoặc cao su. Có chức năng làm đế tỳ tay pha cà phê trong quá trình nén bằng tamper.

### Phin mù
Dùng để lắp vào tay pha trong quá trình vệ sinh càng pha cà phê.

### Cân nhà bếp
Dùng để định lượng bột hoặc hạt cà phê trong các lần pha.

### Chổi vệ sinh máy pha
Chổi thiết kế cong để có thể chà sạch các kẽ và khe dưới càng cà phê.

### Ca đánh sữa
Có nhiều loại ca khác nhau về thể tích và công dụng do đó mỗi barista có thể chọn loại ca phù hợp với mục đích sử dụng. Để đảm bảo chất lượng đồ uống phục vụ khách các barista chọn loại ca vừa có thể đánh sữa vừa đổ được latte art hoặc cappuccino.

### Tamper (tay nén)
Barista thường sử dụng tamper chuôi kim loại hoặc gỗ để nén cà phê với một lực khoảng 20 kg/cm3 lên bề mặt cà phê trong tay pha sao cho bề mặt cà phê cân bằng và mịn nhất chuẩn bị cho quá trình chiết.

### Ly đong
Trên ly có vạch chia ml hoặc oz (1oz=30ml) để người pha định lượng được cà phê chiết xuống một cách chính xác nhất

### Lọ rắc bột cacao
Lọ này thường để cho bột cacao hoặc các bột khác như bột quế để phủ 1 lớp mỏng lên về mặt váng cà phê cho thêm phần sinh động

### Bột rửa
Bột này sẽ kết hợp với phin mù ở trên để sục vào càng cà phê trong quá trình vệ sinh máy. Việc sử dụng bột rửa nên tiến hành từ 1-2 lần trong 1 tuần.

### Chổi vệ sinh phin
Khi đập bỏ bã phin (filter) hay còn gọi là tay pha cà phê sẽ còn dính lại chút cà phê trong lòng phin. Dùng chổi phẩy đi các hạt bụi cà phê này trước khi lắp lại càng hoặc làm cà phê mới.

### Cây đánh bột
Sử dụng cây đánh bột này trong trường hợp pha cà phê mocha dùng bột cacao. Việc này sẽ có tác dụng làm tan bột cacao vào cà phê, làm cho quá trình pha diễn ra nhanh hơn.

## Nguyên liệu
Nguyên liệu pha cà phê espresso vẫn là các hạt cà phê dùng cho các loại cà phê khác nhưng hạt cà phê thường được rang sẫm màu hơn. Điều này rất cần thiết vì qua cách pha dưới áp suất, axít tự nhiên của hạt cà phê bị hòa tan nhanh hơn các phương pháp pha chế thông thường rất nhiều. Cà phê espresso pha từ hạt cà phê thường vì thế sẽ có vị chua khó chịu. Người ta chống lại hiện tượng này bằng cách rang lâu hơn do hàm lượng axít giảm đi khi rang hạt cà phê. Một điểm yếu là khi rang lâu sẽ làm giảm đi hương thơm của cà phê. Nghệ thuật rang cà phê vì thế chính là ở chỗ tìm được sự cân bằng giữa hàm lượng axít và hương thơm cho mỗi loại hạt cà phê hay từng loại pha trộn các hạt cà phê. Khi rang cà phê sẫm màu như vậy hạt cà phê mất đi hàm lượng caffeine nhưng do có vị đậm đà nên cà phê espresso thường lại được cho là một loại cà phê đậm.
Thường loại cà phê Arabica (Coffea arabica) có chất lượng cao được dùng làm cà phê espresso. Để cà phê espresso có crema nhiều và đặc hơn người ta pha trộn hạt cà phê Arabia với Robusta (Coffea canephora), loại này không có được hương thơm và vị đậm đà như Arabica. Những người trong giới sành điệu vẫn cãi nhau sôi nổi là 100% Arabica hay phương thức pha trộn 60% Arabica và 40% Robusta sẽ mang lại một ly cà phê espresso hoàn hảo.

## Cách pha

### Kỹ thuật

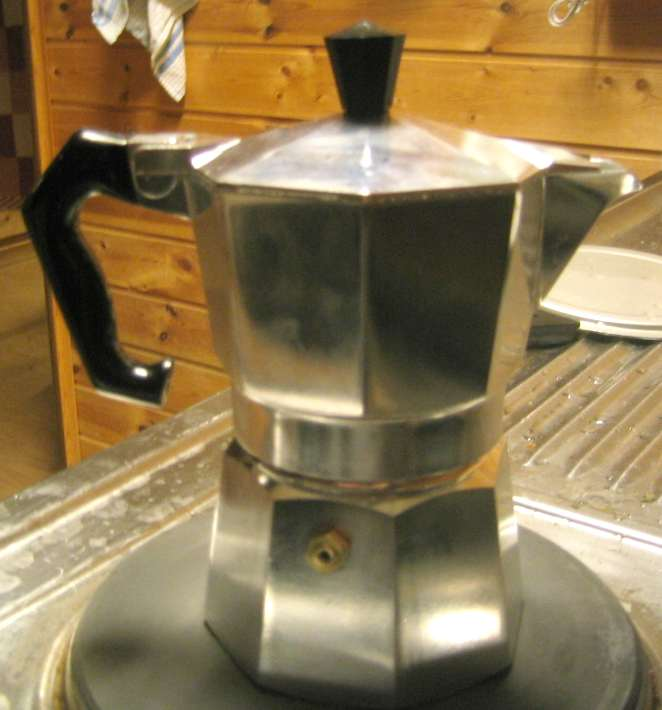
Ấm pha cà phê do Bialetti thiết kế

Có thể dùng ấm pha cà phê espresso để pha loại cà phê này. Thuộc vào trong số các ấm pha cà phê espresso cổ điển là kiểu moka pot "Moka Express" do Alfonso Bialetti thiết kế năm 1933, loại vẫn còn được dùng trong nhiều gia đình trên toàn thế giới ở hình dáng nguyên thủy của nó. Vì ở loại ấm này còn xa mới đạt đến áp suất 8 bar (nhiều nhất chỉ có thể là 1,5 bar) nên chính xác mà nói thì đây không phải là cà phê espresso.

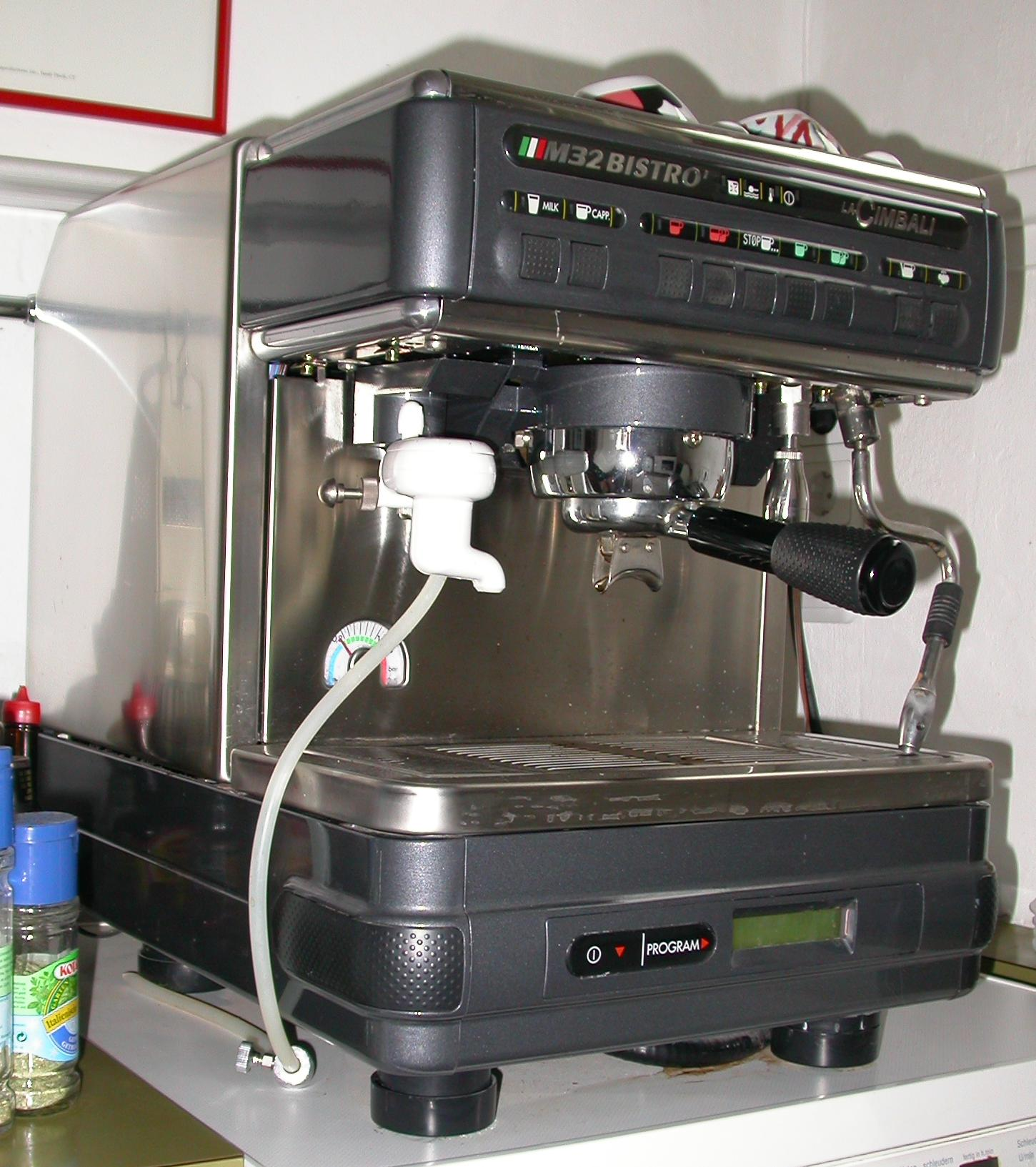
Máy pha cà phê espresso

Để pha cà phê espresso ngon và có nhiều crema phải cần dùng đến một máy pha cà phê espresso. Trong máy này nước nóng 88 °C đến 94 °C được ép với áp suất ban đầu vào khoảng 9 bar qua bột cà phê được xay rất nhuyễn. Thời gian chảy qua phải là 25 giây. Nếu lượng nước phù hợp chảy qua nhanh hơn các hương vị không được hòa tan hết, nước chảy qua lớp bột cà phê chậm sẽ có quá nhiều chất đắng hòa tan theo.

### Định lượng
Viện quốc gia về cà phê espresso của Ý đưa ra các tiêu chuẩn sau đây:
- Lượng cà phê cần dùng: 7 g ± 0,5 g
- Nhiệt độ nước lúc chảy ra khỏi máy: 90 °C ± 2 °C
- Nhiệt độ cà phê trong tách: 67 °C ± 3 °C
- Thời gian chảy qua: 25 giây ± 2,5 giây
- Độ nhớt ở 45 °C: 1,5 mPa s
- Lượng mỡ tổng cộng: > 2 mg/ml
- Hàm lượng caffeine: 40 mg/tách
- Dung tích trong tách (bao gồm crema): 25 ml ± 2,5 ml.

## Các cách uống

### Ở nước Ý
- Espresso macchiato (cũng gọi là caffè macchiato): Ở Ý người ta hay rót một ít sữa vào cà phê espresso. Ngoài ra loại cà phê espresso "có đốm" này (machiato: có đốm, lốm đốm) thường được thêm một ít sữa được sủi bọt.
- Cappuccino: Cà phê cappuccino bao gồm ba phần đều nhau: bọt sữa, cà phê espresso và sữa nóng.
- Espresso corretto (cũng gọi là caffè corretto): Cà phê espresso thường được "sửa chữa lại cho đúng" (corretto: sửa chữa lại cho đúng) bằng cách cho thêm một ít rượu, thường là loại Grappa của Ý.
- Caffè latte: Loại cà phê sữa này (latte: sữa) thường được uống vào lúc ăn sáng, được phục vụ trong một ly lớn hay trong một cái bát gồm cà phê espresso (lượng gấp đôi) và sữa nóng. Với sữa sủi bọt kèm theo (mỏng hơn cappuccino).
- Espresso lungo: Cà phê espresso được "kéo dài" ra (lungo: dài, kéo dài) với lượng nước gấp đôi cho cùng một lượng bột cà phê.
- Espresso ristretto[liên kết hỏng]: Ngược lại là cà phê espresso đậm đặc, pha chế với lượng nước ít hơn (15 ml).
- Latte macchiato: Loại cà phê sữa uống bằng ly.
- Caffè Americano: Cà phê espresso được pha loãng với cùng một lượng nước hay gấp đôi. (Chú ý: Không phải là cho gấp đôi lượng nước chảy qua bột cà phê).
- Caffè freddo: Cà phê espresso "kéo dài" được pha rất ngọt và ướp lạnh, thường chỉ có vào các tháng mùa hè trong các quán bar ở Ý.
- Espresso doppio: Cà phê espresso gấp đôi tức là 50 ml (doppio: gấp đôi).
- Sospenso: (tiếng Ý: tạm hoãn lại) Cà phê có mục đích từ thiện. C'e un Sospenso? Câu hỏi này được nghe thấy hằng ngày trong các quán cà phê tại thành phố Napoli, xuất phát từ truyền thống giúp đỡ nhau lâu đời tại thành phố này. Nguyên tắc: Khi cảm thấy đây là một ngày tốt đẹp với mình hay vừa có một giao dịch thuận lợi hoặc đơn giản là chỉ muốn góp phần vào cho xã hội người ta gọi một sospenso, tức là uống một tách cà phê espresso và trả tiền cho 2 tách. Khi có người khác đi ngang qua mà không có khả năng trả tiền cho một ly cà phê espresso, họ sẽ hỏi đến cà phê "tạm hoãn lại".

### Ở Tây Ban Nha

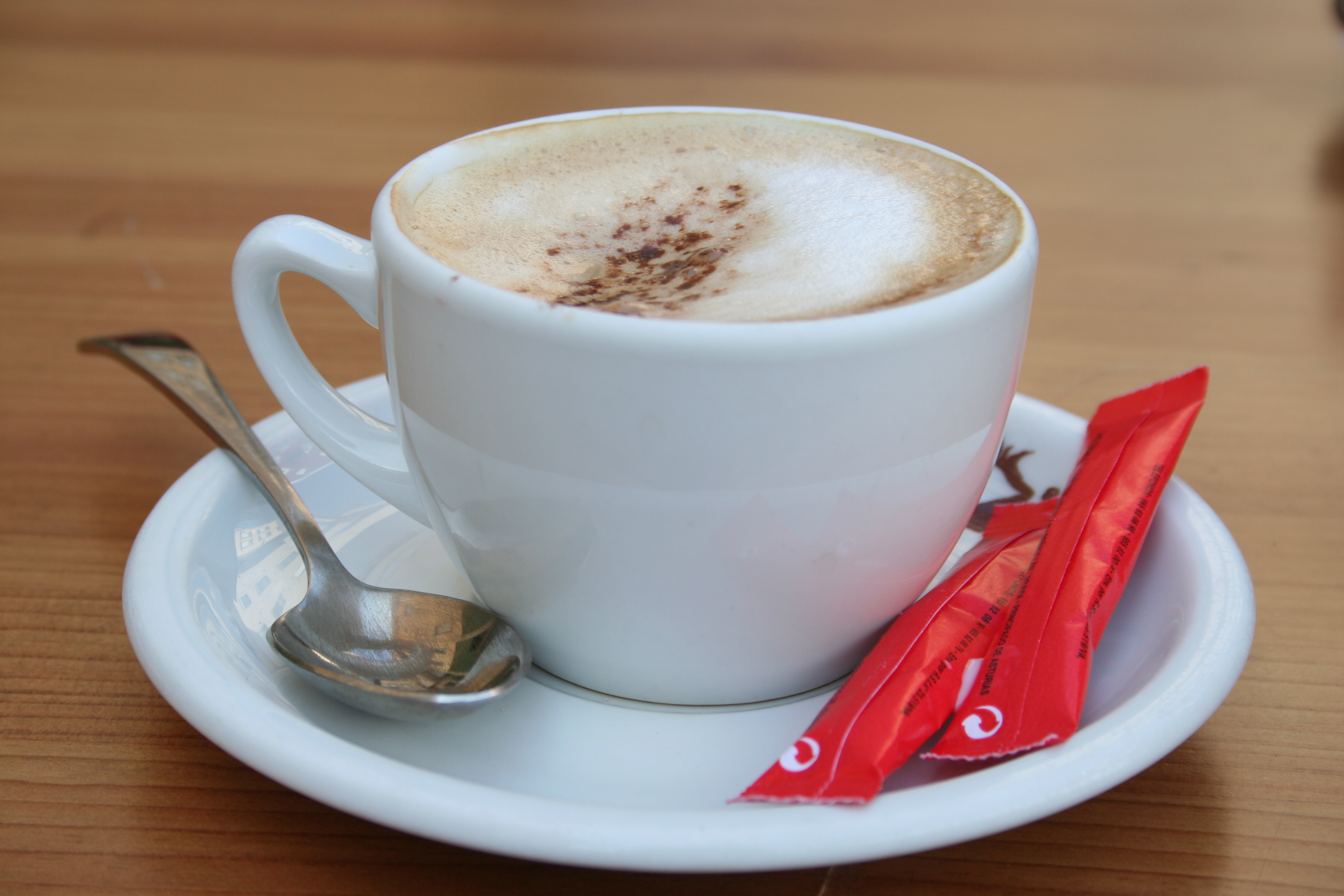
Café con leche, hãng tin Bloomberg đã tạo ra chỉ số Cafe Con Leche theo dõi giá của một cốc cà phê tại một hiệu bánh ở thủ đô Caracas để đo tỷ lệ lạm phát ở Venezuela

- Café solo: Tên gọi cà phê espresso thông thường.
- Café cortado: Trong cách uống ở Tây Ban Nha này cà phê espresso cũng có một ít sữa nhưng nhiều hơn espresso macchiato, thường được phục vụ trong ly khoảng 60 ml và có sữa sủi bọt. Thế nhưng cũng có rất nhiều biến đổi ở các địa phương khác nhau thí dụ như uống trong tách hay pha thêm sữa đặc.
- Café con leche: Nhiều sữa hơn café cortado (con leche: với sữa).
- Carajillo: Thời trước người công nhân Tây Ban Nha có truyền thống uống cà phê espresso với rượu mùi (liqueur) vào buổi sáng trước khi đi làm.